# Saint-Auvent
Saint-Auvent é uma comuna francesa na região administrativa da Nova Aquitânia, no departamento de Alto Vienne. Estende-se por uma área de 33,46 km². Em 2010 a comuna tinha 976 habitantes (densidade: 29,2 hab./km²).